# Alain de Boismenu
Pour les articles homonymes, voir Saint Alain.
Alain Marie Guynot de Boismenu, né le 27 décembre 1870 à Saint-Malo, et mort le 5 novembre 1953 à Koubouna (Papouasie-Nouvelle-Guinée) est un évêque français de l'Église catholique romaine, missionnaire auprès des Papous. Il est reconnu vénérable par l'Église catholique.

## Biographie

### Historique familial
Alain Guynot de Boismenu est né dans une famille d'ancienne bourgeoisie originaire de Bretagne, issue d'Édouard Guynot, sénéchal de Rennes en 1524. Parmi ses ascendants :
- Jean Guynot, né à Hédé le 2 février 1648, fut débouté, faute de s'y être présenté, à la Réformation de la noblesse de Bretagne de 1666-1670.
- Pierre Guynot (1711-1796), était avocat en Parlement, procureur fiscal du comté de Montauban, marié à Marie Macé de Boismenu (1722-1782), dont le nom viendra s'ajouter à celui de la famille Guynot.
- Pierre François Guynot, sieur de Boismenu (né en 1746), était avocat juriste, sénéchal de Plérin, député au Conseil des Cinq-Cents.
- François Marie Louis Guynot de Boismenu (1775-1829), était avocat, président du tribunal de première instance, maire de Saint-Brieuc.
- François Marie Célestin Guynot de Boismenu (1821-1884), était négociant et armateur à Saint-Malo. Il y a épousé, le 23 mai 1853, Augustine Marie Thomas des Essarts qui lui donnera 11 enfants : Alain est leur dernier enfant.

### Enfance et éducation
Né à Saint-Malo, c'est dans cette ville qu’il passe son enfance et qu’il fait ses études au collège des frères des écoles chrétiennes et au collège secondaire diocésain (1881-1886).
En 1888, il est admis dans la congrégation des Missionnaires du Sacré-Cœur de Jésus, et se rend à Issoudun pour ses années de formation à la prêtrise. Il y enseigne les lettres et la philosophie pendant trois ans. Le 10 février 1895, il est ordonné prêtre à Bourges et célèbre sa première messe le lendemain, fête de Notre-Dame de Lourdes.

### Missionnaire en Papouasie
En 1898, Alain de Boismenu est envoyé comme missionnaire du Sacré-Coeur en Papouasie-Nouvelle-Guinée. Moins d'un an après son arrivée, il devient le supérieur de la mission (1899-1900), se consacrant à l’évangélisation et au développement de ce pays.
Le 10 juin 1899, le pape Léon XIII nomme Alain de Boismenu coadjuteur de Louis-André Navarre, le premier vicaire apostolique, donc évêque titulaire de Gabala (de), en Papouasie-Nouvelle-Guinée. Le 18 mars 1900, de retour en métropole, il est consacré évêque à la basilique du Sacré-Cœur à Paris, tout récemment terminée.
À la mort d'André Navarre en 1912, il devient vicaire apostolique de Papouasie. Quelques années plus tard, en 1918, il fonde une congrégation indigène : les Ancelles de Notre Seigneur, rapidement secondé par Marie-Thérèse Noblet qui en prendra la responsabilité dès 1921. En 1932, c'est une nièce d'Alain de Boismenu, Solange Bazin de Jessey, qui prendra la direction des Ancelles jusqu'à ce qu'elle meure en 1942.
Alain de Boismenu assumera la charge de vicaire apostolique jusqu’à ce qu’il se retire en 1945. La même année, il est nommé archevêque  in partibus de  Claudiopolis-en-Honoriade (de). Il passe alors les dernières années de sa vie au sein de sa congrégation, à Kubuna, dans l’effacement et la prière.
Il meurt le 5 novembre 1953 et est enterré à Kubuna.

## Postérité
En 1937, Alain de Boismenu a ordonné le premier prêtre indigène papou, Louis Vangeke (en), qui deviendra ensuite évêque de Culusi en Papouasie et qui sera sacré par le pape Paul VI en 1970.
L'Église catholique romaine a ouvert un procès en béatification le concernant et ainsi, le 16 avril 2014, à la suite de l'audience accordée au cardinal Angelo Amato, SDB, préfet de la congrégation pour les causes des saints, le pape François a ordonné la promulgation du décret relatif aux « vertus héroïques du serviteur de Dieu » Alain de Boismenu, ce qui ouvre la voie à sa prochaine béatification et permet désormais de l'évoquer en tant que vénérable.
Il a inspiré, de manière très libre, le personnage de Laurent de Boismenu dans la bande dessinée Odilon Verjus.